# Castres Olympique
El Castres Olympique es un equipo de rugby de Francia de la ciudad Castres (departamento del Tarn).
Fundado en el año 1906, Castres compite en el Top 14, la principal liga profesional francesa de rugby, de manera continua desde 1989.

## Historia

### Los inicios de Castres Olympique (1906-1948)

#### Fundación del club y Primera Guerra Mundial
El Castres Olympique fue fundado el 20 de febrero de 1906 por antiguos alumnos del colegio de Castres reunidos en la Brasserie de l'Europe. Eugène Agert, de 27 años y director de la marca Aux Dames de France, fue su primer presidente.
En 1913, el Castres Olympique reclutó a su primer internacional francés, el apertura, centro o extremo Marcel Burgun, subcampeón de Francia en 1912 con el Racing Club de France. Fue capitán de la selección francesa en 1914 contra Inglaterra.
Cuarenta y un jugadores y entrenadores del Castres Olympique murieron durante la Primera Guerra Mundial, incluidos Marcel Burgun y los hermanos Nicouleau. Una estela honra la memoria de los jugadores del CO que murieron por Francia en 1914-1918 y también en 1939-1945 entre la Tribuna Norte y la Tribuna Gabarrou. Una calle que bordea el Stade Pierre-Fabre y la tribuna Francis Rui lleva el nombre de Frères Nicouleau en su memoria. Otra calle, situada en La Borde Basse, lleva el nombre en homenaje a Marcel Burgun.

#### Éxito en el período de entreguerras
En 1921, el Castres Olympique fue campeón de los Pirineos en la 2ª vuelta, venciendo al SC Pamiers por 6 a 0, después de la prórroga.
En 1922, alcanzó el campeonato de Francia de 1ª división en un desempate contra el Saint-Girons, pero fue descendido tres años después.
El padre Henri Pistre, exjugador del Sporting Club Albi, se convirtió en director técnico y entrenador del Castres Olympique en 1934.
En 1936 y 1937, el club fue campeón de “Pyrénées Honneur“.

#### Ascenso del CO al campeonato francés de primera división (1943)
En 1939, el Castres Olympique terminó tercero en su grupo detrás de Montauban y SC Albi, pero ascendería a la primera división, ya que la liga aumentó a 95 clubes cuando se reanudó en 1943.
El CO ascendió al campeonato de primera división francesa durante la temporada 1942-1943, donde se enfrentó al CA Brive como su primer club.

#### Clasificaciones en las fases finales de la copa y del campeonato de Francia (1947)
En 1947, en Burdeos, Castres perdió en octavos de final de la Copa de Francia contra la Section Paloise por 25 a 12.
Luego, Castres Olympique eliminó Stado Tarbes Pyrénées Rugby 19 a 0 en los octavos de final del campeonato francés de rugby antes de ser eliminado en los cuartos de final por 8 a 0 contra el SU Agen de Albert Ferrasse y Guy Basquet, futuro subcampeón de Francia.

## Palmarés

### Torneos internacionales
- European Shield (1): 2003

- Subcampeón European Challenge Cup (2): 1996–97, 1999–2000

### Torneos nacionales
- Top 14 (5): 1948-49, 1949-50, 1992-93, 2012-13, 2017-18

- Desafío Yves du Manoir (1): 2003

- Subcampeón Top 14 (3): 1994-95, 2013-14, 2021-22